# Emil Lundberg (ishockeyspelare född 1982)
Emil Lundberg, född 11 januari 1982 i Luleå, är en svensk före detta ishockeyspelare.